# Václav Paleček
Václav Paleček (20. listopadu 1901 Plzeň – 12. března 1970 Palo Alto, Kalifornie) byl český diplomat a politik.

## Život
Postupně vystudoval Vysokou školu technickou a Vysokou školu obchodní v Praze. Po absolutoriu pracoval ve Svazu československého průmyslu a Pražské obchodní komoře. Hned po 15. březnu 1939 se zapojil do domácího odboje. Na podzim 1939 uprchl před zatčením do Francie a následně do Anglie. Zde se podílel na obnovení Ústředního svazu československého studentstva v zahraničí, byl zvolen předsedou Světové rady mládeže. Zasadil se o to, že byl 17. listopad vyhlášen Mezinárodním dnem studentstva. Byl pracovníkem ministerstva financí a poté ministerstva zahraničních věcí československé exilové vlády v Londýně. Zasloužil se o propagaci Československa v zahraničí, zejména ve Spojených státech amerických. Po skončení války působil jako velitel československé vojenské mise při Spojenecké kontrolní radě v Berlíně. Dne 22. prosince 1949 byl zatčen a nato v roce 1951 odsouzen za velezradu na 13 let odnětí svobody. Z vězení byl propuštěn v roce 1957 poté, co mu byl trest snížen na 7 let. V roce 1965 byl rozsudek v celém rozsahu zrušen. V roce 1968 se podílel na vzniku Klubu 231. Po sovětské okupaci emigroval a od roku 1969 žil v exilu.
V roce 1992 mu byl udělen Řád Tomáše Garrigua Masaryka IV. třídy in memoriam.